# Les Épesses
Les Épesses és un municipi francès situat al departament de Vendée i a la regió de País del Loira. L'any 2007 tenia 2.477 habitants.

## Demografia

### Població
El 2007 la població de fet de Les Épesses era de 2.477 persones. Hi havia 987 famílies de les quals 236 eren unipersonals (130 homes vivint sols i 106 dones vivint soles), 346 parelles sense fills, 366 parelles amb fills i 39 famílies monoparentals amb fills.
La població ha evolucionat segons el següent gràfic:
Habitants censats

### Habitatges
El 2007 hi havia 1.113 habitatges, 993 eren l'habitatge principal de la família, 78 eren segones residències i 42 estaven desocupats. 1.036 eren cases i 65 eren apartaments. Dels 993 habitatges principals, 758 estaven ocupats pels seus propietaris, 230 estaven llogats i ocupats pels llogaters i 6 estaven cedits a títol gratuït; 4 tenien una cambra, 34 en tenien dues, 158 en tenien tres, 257 en tenien quatre i 539 en tenien cinc o més. 795 habitatges disposaven pel capbaix d'una plaça de pàrquing. A 429 habitatges hi havia un automòbil i a 500 n'hi havia dos o més.

### Piràmide de població
La piràmide de població per edats i sexe el 2009 era:
| Homes | Edats   | Dones |
| ----- | ------- | ----- |
| 0     | 95 o +  | 0     |
| 8     | 90 a 94 | 12    |
| 16    | 85 a 89 | 24    |
| 4     | 80 a 84 | 12    |
| 56    | 75 a 79 | 32    |
| 44    | 70 a 74 | 36    |
| 68    | 65 a 69 | 84    |
| 36    | 60 a 64 | 44    |
| 44    | 55 a 59 | 48    |
| 56    | 50 a 54 | 52    |
| 64    | 45 a 49 | 60    |
| 100   | 40 a 44 | 64    |
| 64    | 35 a 39 | 80    |
| 100   | 30 a 34 | 72    |
| 92    | 25 a 29 | 68    |
| 80    | 20 a 24 | 36    |
| 92    | 15 a 19 | 88    |
| 68    | 10 a 14 | 64    |
| 64    | 5 a 9   | 68    |
| 60    | 0 a 4   | 56    |

## Economia
El 2007 la població en edat de treballar era de 1.611 persones, 1.275 eren actives i 336 eren inactives. De les 1.275 persones actives 1.220 estaven ocupades (671 homes i 549 dones) i 54 estaven aturades (22 homes i 32 dones). De les 336 persones inactives 167 estaven jubilades, 85 estaven estudiant i 84 estaven classificades com a «altres inactius».

### Ingressos
El 2009 a Les Épesses hi havia 1.010 unitats fiscals que integraven 2.601,5 persones, la mediana anual d'ingressos fiscals per persona era de 17.253 €.

### Activitats econòmiques
Dels 107 establiments que hi havia el 2007, 5 eren d'empreses alimentàries, 1 d'una empresa de fabricació de material elèctric, 1 d'una empresa de fabricació d'elements pel transport, 13 d'empreses de fabricació d'altres productes industrials, 16 d'empreses de construcció, 18 d'empreses de comerç i reparació d'automòbils, 6 d'empreses de transport, 10 d'empreses d'hostatgeria i restauració, 8 d'empreses financeres, 2 d'empreses immobiliàries, 8 d'empreses de serveis, 8 d'entitats de l'administració pública i 11 d'empreses classificades com a «altres activitats de serveis».
Dels 33 establiments de servei als particulars que hi havia el 2009, 1 era una oficina de correu, 3 oficines bancàries, 1 funerària, 2 tallers de reparació d'automòbils i de material agrícola, 1 autoescola, 4 paletes, 4 guixaires pintors, 3 fusteries, 4 electricistes, 5 perruqueries, 3 restaurants i 2 salons de bellesa.
Dels 9 establiments comercials que hi havia el 2009, 1 era un supermercat, 2 fleques, 1 una carnisseria, 1 una botiga de roba, 1 una botiga d'equipament de la llar, 1 una botiga d'electrodomèstics, 1 una botiga de material esportiu i 1 una floristeria.
L'any 2000 a Les Épesses hi havia 62 explotacions agrícoles que ocupaven un total de 2.064 hectàrees.

## Equipaments sanitaris i escolars
El 2009 hi havia 1 centre de salut, 1 farmàcia i 1 ambulància.
El 2009 hi havia 2 escoles elementals.

## Poblacions més properes
El següent diagrama mostra les poblacions més properes.